# Подцероб, Борис Фёдорович
Бори́с Фёдорович Подцеро́б (5 [18] июля 1910, Санкт-Петербург — 11 февраля 1983, Москва) — советский дипломат, Чрезвычайный и полномочный посол. Также был сильным шахматистом, в основном играл по переписке. Отец советского и российского дипломата А. Б. Подцероба.

## Биография
Член ВКП(б). По национальности белорус. Окончил Ленинградский университет.
- В 1937—1943 годах — сотрудник центрального аппарата НКИД СССР.
- В 1943—1949 годах — старший помощник народного комиссара (с 1946 — министра иностранных дел) СССР.
- В 1949—1952 годах — генеральный секретарь МИД СССР.

По положению генеральный секретарь был немножко ниже заместителя министра, но выше члена коллегии МИДа. Тогда генеральным был Борис Федорович Подцероб. Прежде, когда МИД возглавлял Молотов, он работал его старшим помощником. Так что это был влиятельный и уважаемый человек. Тогда все работали до тех пор, пока Сталин не ляжет спать. Но Подцероб работал и после того, как разъезжались по домам другие руководители министерства — до 5-6 часов утра. Сталин как-то сказал о нем: «Это человек, который никогда не спит» .
- В 1949—1954 годах — член Коллегии МИД СССР.
- В 1952—1953 годах — заместитель министра иностранных дел СССР.
- В 1952—1956 годах — член Центральной ревизионной комиссии КПСС.
- В 1953—1954 годах — заведующий I Европейским отделом МИД СССР.
- С 19 января 1954 по 24 февраля 1957 года — чрезвычайный и полномочный посол СССР в Турции.
- В 1957—1965 годах — генеральный секретарь МИД СССР, член Коллегии МИД СССР.
- С 30 июня 1965 по 20 сентября 1971 года — чрезвычайный и полномочный посол СССР в Австрии.
- В 1971—1983 годах — посол по особым поручениям МИД СССР.

Похоронен на Ваганьковском кладбище (7 уч.).

### Шахматная деятельность
Подцероб был сильным шахматистом, имел звание кандидата в мастера спорта и выступал в заочных соревнованиях (в том числе полуфиналах чемпионатов СССР по переписке). По данным С. Я. Гродзенского и И. З. Романова, Подцероб сыграл в 19 заочных турнирах и набрал в них 176 очков из 294 возможных.
Он близко дружил с чемпионом мира М. М. Ботвинником и чемпионом мира по переписке В. В. Рагозиным.
Согласно воспоминаниям М. М. Ботвинника, в конце 20-х годов, времени массового увлечения шахматами среди молодёжи студент-филолог университета Борис Подцероб являлся зампредом шахматной секции Пролетстуда в Ленинграде: «Память у него была поразительной. В 1975 году, работая над книжкой „Три матча Анатолия Карпова“, я никак не мог вспомнить начало моей партии с Г. Равинским из командного матча 1930 года. Позвонил Борису Федоровичу. „Как же, — ответил он, — я ведь присутствовал на этом матче“. И продиктовал точный порядок ходов!»
Аналогичная история произошла с партией Рагозин — П. Носков из матча студенческих сборных Ленинграда и Москвы (1930 г.).
Согласно воспоминаниям Михаила Ботвинника, «Когда С. Флор гастролировал в Австрии и давал сеанс с часами сильным австрийским шахматистам, советский посол решил попытать счастья. И вся Австрия ахнула от изумления — он оказался единственным участником, кто выиграл у гроссмейстера!»
М. М. Ботвинник в своих воспоминаниях приводит также пример искусства Б. Ф. Подцероба в анализе — в окончании одной из его партий по переписке:

Мне осталось лишь признать мастерство Подцероба в анализе вообще и в эндшпиле в частности…— Ботвинник М. М. Борис Подцероб

#### Примечательная партия
|   | a | b | c | d | e | f | g | h |   |
| - | --- | --- | --- | --- | --- | --- | --- | --- | - |
| 8 | a8 чёрная ладья · e8 чёрная ладья · h8 чёрный король · a7 чёрная пешка · d7 чёрный конь · f7 белый ферзь · g7 чёрный слон · h7 чёрная пешка · a6 чёрный слон · a5 чёрный ферзь · d5 белый конь · e5 белый конь · f5 чёрная пешка · b4 чёрная пешка · c4 белый слон · a2 белая пешка · f2 белая пешка · g2 белая пешка · h2 белая пешка · d1 белая ладья · f1 белая ладья · g1 белый король | a8 чёрная ладья · e8 чёрная ладья · h8 чёрный король · a7 чёрная пешка · d7 чёрный конь · f7 белый ферзь · g7 чёрный слон · h7 чёрная пешка · a6 чёрный слон · a5 чёрный ферзь · d5 белый конь · e5 белый конь · f5 чёрная пешка · b4 чёрная пешка · c4 белый слон · a2 белая пешка · f2 белая пешка · g2 белая пешка · h2 белая пешка · d1 белая ладья · f1 белая ладья · g1 белый король | a8 чёрная ладья · e8 чёрная ладья · h8 чёрный король · a7 чёрная пешка · d7 чёрный конь · f7 белый ферзь · g7 чёрный слон · h7 чёрная пешка · a6 чёрный слон · a5 чёрный ферзь · d5 белый конь · e5 белый конь · f5 чёрная пешка · b4 чёрная пешка · c4 белый слон · a2 белая пешка · f2 белая пешка · g2 белая пешка · h2 белая пешка · d1 белая ладья · f1 белая ладья · g1 белый король | a8 чёрная ладья · e8 чёрная ладья · h8 чёрный король · a7 чёрная пешка · d7 чёрный конь · f7 белый ферзь · g7 чёрный слон · h7 чёрная пешка · a6 чёрный слон · a5 чёрный ферзь · d5 белый конь · e5 белый конь · f5 чёрная пешка · b4 чёрная пешка · c4 белый слон · a2 белая пешка · f2 белая пешка · g2 белая пешка · h2 белая пешка · d1 белая ладья · f1 белая ладья · g1 белый король | a8 чёрная ладья · e8 чёрная ладья · h8 чёрный король · a7 чёрная пешка · d7 чёрный конь · f7 белый ферзь · g7 чёрный слон · h7 чёрная пешка · a6 чёрный слон · a5 чёрный ферзь · d5 белый конь · e5 белый конь · f5 чёрная пешка · b4 чёрная пешка · c4 белый слон · a2 белая пешка · f2 белая пешка · g2 белая пешка · h2 белая пешка · d1 белая ладья · f1 белая ладья · g1 белый король | a8 чёрная ладья · e8 чёрная ладья · h8 чёрный король · a7 чёрная пешка · d7 чёрный конь · f7 белый ферзь · g7 чёрный слон · h7 чёрная пешка · a6 чёрный слон · a5 чёрный ферзь · d5 белый конь · e5 белый конь · f5 чёрная пешка · b4 чёрная пешка · c4 белый слон · a2 белая пешка · f2 белая пешка · g2 белая пешка · h2 белая пешка · d1 белая ладья · f1 белая ладья · g1 белый король | a8 чёрная ладья · e8 чёрная ладья · h8 чёрный король · a7 чёрная пешка · d7 чёрный конь · f7 белый ферзь · g7 чёрный слон · h7 чёрная пешка · a6 чёрный слон · a5 чёрный ферзь · d5 белый конь · e5 белый конь · f5 чёрная пешка · b4 чёрная пешка · c4 белый слон · a2 белая пешка · f2 белая пешка · g2 белая пешка · h2 белая пешка · d1 белая ладья · f1 белая ладья · g1 белый король | a8 чёрная ладья · e8 чёрная ладья · h8 чёрный король · a7 чёрная пешка · d7 чёрный конь · f7 белый ферзь · g7 чёрный слон · h7 чёрная пешка · a6 чёрный слон · a5 чёрный ферзь · d5 белый конь · e5 белый конь · f5 чёрная пешка · b4 чёрная пешка · c4 белый слон · a2 белая пешка · f2 белая пешка · g2 белая пешка · h2 белая пешка · d1 белая ладья · f1 белая ладья · g1 белый король | 8 |
| 7 | a8 чёрная ладья · e8 чёрная ладья · h8 чёрный король · a7 чёрная пешка · d7 чёрный конь · f7 белый ферзь · g7 чёрный слон · h7 чёрная пешка · a6 чёрный слон · a5 чёрный ферзь · d5 белый конь · e5 белый конь · f5 чёрная пешка · b4 чёрная пешка · c4 белый слон · a2 белая пешка · f2 белая пешка · g2 белая пешка · h2 белая пешка · d1 белая ладья · f1 белая ладья · g1 белый король | a8 чёрная ладья · e8 чёрная ладья · h8 чёрный король · a7 чёрная пешка · d7 чёрный конь · f7 белый ферзь · g7 чёрный слон · h7 чёрная пешка · a6 чёрный слон · a5 чёрный ферзь · d5 белый конь · e5 белый конь · f5 чёрная пешка · b4 чёрная пешка · c4 белый слон · a2 белая пешка · f2 белая пешка · g2 белая пешка · h2 белая пешка · d1 белая ладья · f1 белая ладья · g1 белый король | a8 чёрная ладья · e8 чёрная ладья · h8 чёрный король · a7 чёрная пешка · d7 чёрный конь · f7 белый ферзь · g7 чёрный слон · h7 чёрная пешка · a6 чёрный слон · a5 чёрный ферзь · d5 белый конь · e5 белый конь · f5 чёрная пешка · b4 чёрная пешка · c4 белый слон · a2 белая пешка · f2 белая пешка · g2 белая пешка · h2 белая пешка · d1 белая ладья · f1 белая ладья · g1 белый король | a8 чёрная ладья · e8 чёрная ладья · h8 чёрный король · a7 чёрная пешка · d7 чёрный конь · f7 белый ферзь · g7 чёрный слон · h7 чёрная пешка · a6 чёрный слон · a5 чёрный ферзь · d5 белый конь · e5 белый конь · f5 чёрная пешка · b4 чёрная пешка · c4 белый слон · a2 белая пешка · f2 белая пешка · g2 белая пешка · h2 белая пешка · d1 белая ладья · f1 белая ладья · g1 белый король | a8 чёрная ладья · e8 чёрная ладья · h8 чёрный король · a7 чёрная пешка · d7 чёрный конь · f7 белый ферзь · g7 чёрный слон · h7 чёрная пешка · a6 чёрный слон · a5 чёрный ферзь · d5 белый конь · e5 белый конь · f5 чёрная пешка · b4 чёрная пешка · c4 белый слон · a2 белая пешка · f2 белая пешка · g2 белая пешка · h2 белая пешка · d1 белая ладья · f1 белая ладья · g1 белый король | a8 чёрная ладья · e8 чёрная ладья · h8 чёрный король · a7 чёрная пешка · d7 чёрный конь · f7 белый ферзь · g7 чёрный слон · h7 чёрная пешка · a6 чёрный слон · a5 чёрный ферзь · d5 белый конь · e5 белый конь · f5 чёрная пешка · b4 чёрная пешка · c4 белый слон · a2 белая пешка · f2 белая пешка · g2 белая пешка · h2 белая пешка · d1 белая ладья · f1 белая ладья · g1 белый король | a8 чёрная ладья · e8 чёрная ладья · h8 чёрный король · a7 чёрная пешка · d7 чёрный конь · f7 белый ферзь · g7 чёрный слон · h7 чёрная пешка · a6 чёрный слон · a5 чёрный ферзь · d5 белый конь · e5 белый конь · f5 чёрная пешка · b4 чёрная пешка · c4 белый слон · a2 белая пешка · f2 белая пешка · g2 белая пешка · h2 белая пешка · d1 белая ладья · f1 белая ладья · g1 белый король | a8 чёрная ладья · e8 чёрная ладья · h8 чёрный король · a7 чёрная пешка · d7 чёрный конь · f7 белый ферзь · g7 чёрный слон · h7 чёрная пешка · a6 чёрный слон · a5 чёрный ферзь · d5 белый конь · e5 белый конь · f5 чёрная пешка · b4 чёрная пешка · c4 белый слон · a2 белая пешка · f2 белая пешка · g2 белая пешка · h2 белая пешка · d1 белая ладья · f1 белая ладья · g1 белый король | 7 |
| 6 | a8 чёрная ладья · e8 чёрная ладья · h8 чёрный король · a7 чёрная пешка · d7 чёрный конь · f7 белый ферзь · g7 чёрный слон · h7 чёрная пешка · a6 чёрный слон · a5 чёрный ферзь · d5 белый конь · e5 белый конь · f5 чёрная пешка · b4 чёрная пешка · c4 белый слон · a2 белая пешка · f2 белая пешка · g2 белая пешка · h2 белая пешка · d1 белая ладья · f1 белая ладья · g1 белый король | a8 чёрная ладья · e8 чёрная ладья · h8 чёрный король · a7 чёрная пешка · d7 чёрный конь · f7 белый ферзь · g7 чёрный слон · h7 чёрная пешка · a6 чёрный слон · a5 чёрный ферзь · d5 белый конь · e5 белый конь · f5 чёрная пешка · b4 чёрная пешка · c4 белый слон · a2 белая пешка · f2 белая пешка · g2 белая пешка · h2 белая пешка · d1 белая ладья · f1 белая ладья · g1 белый король | a8 чёрная ладья · e8 чёрная ладья · h8 чёрный король · a7 чёрная пешка · d7 чёрный конь · f7 белый ферзь · g7 чёрный слон · h7 чёрная пешка · a6 чёрный слон · a5 чёрный ферзь · d5 белый конь · e5 белый конь · f5 чёрная пешка · b4 чёрная пешка · c4 белый слон · a2 белая пешка · f2 белая пешка · g2 белая пешка · h2 белая пешка · d1 белая ладья · f1 белая ладья · g1 белый король | a8 чёрная ладья · e8 чёрная ладья · h8 чёрный король · a7 чёрная пешка · d7 чёрный конь · f7 белый ферзь · g7 чёрный слон · h7 чёрная пешка · a6 чёрный слон · a5 чёрный ферзь · d5 белый конь · e5 белый конь · f5 чёрная пешка · b4 чёрная пешка · c4 белый слон · a2 белая пешка · f2 белая пешка · g2 белая пешка · h2 белая пешка · d1 белая ладья · f1 белая ладья · g1 белый король | a8 чёрная ладья · e8 чёрная ладья · h8 чёрный король · a7 чёрная пешка · d7 чёрный конь · f7 белый ферзь · g7 чёрный слон · h7 чёрная пешка · a6 чёрный слон · a5 чёрный ферзь · d5 белый конь · e5 белый конь · f5 чёрная пешка · b4 чёрная пешка · c4 белый слон · a2 белая пешка · f2 белая пешка · g2 белая пешка · h2 белая пешка · d1 белая ладья · f1 белая ладья · g1 белый король | a8 чёрная ладья · e8 чёрная ладья · h8 чёрный король · a7 чёрная пешка · d7 чёрный конь · f7 белый ферзь · g7 чёрный слон · h7 чёрная пешка · a6 чёрный слон · a5 чёрный ферзь · d5 белый конь · e5 белый конь · f5 чёрная пешка · b4 чёрная пешка · c4 белый слон · a2 белая пешка · f2 белая пешка · g2 белая пешка · h2 белая пешка · d1 белая ладья · f1 белая ладья · g1 белый король | a8 чёрная ладья · e8 чёрная ладья · h8 чёрный король · a7 чёрная пешка · d7 чёрный конь · f7 белый ферзь · g7 чёрный слон · h7 чёрная пешка · a6 чёрный слон · a5 чёрный ферзь · d5 белый конь · e5 белый конь · f5 чёрная пешка · b4 чёрная пешка · c4 белый слон · a2 белая пешка · f2 белая пешка · g2 белая пешка · h2 белая пешка · d1 белая ладья · f1 белая ладья · g1 белый король | a8 чёрная ладья · e8 чёрная ладья · h8 чёрный король · a7 чёрная пешка · d7 чёрный конь · f7 белый ферзь · g7 чёрный слон · h7 чёрная пешка · a6 чёрный слон · a5 чёрный ферзь · d5 белый конь · e5 белый конь · f5 чёрная пешка · b4 чёрная пешка · c4 белый слон · a2 белая пешка · f2 белая пешка · g2 белая пешка · h2 белая пешка · d1 белая ладья · f1 белая ладья · g1 белый король | 6 |
| 5 | a8 чёрная ладья · e8 чёрная ладья · h8 чёрный король · a7 чёрная пешка · d7 чёрный конь · f7 белый ферзь · g7 чёрный слон · h7 чёрная пешка · a6 чёрный слон · a5 чёрный ферзь · d5 белый конь · e5 белый конь · f5 чёрная пешка · b4 чёрная пешка · c4 белый слон · a2 белая пешка · f2 белая пешка · g2 белая пешка · h2 белая пешка · d1 белая ладья · f1 белая ладья · g1 белый король | a8 чёрная ладья · e8 чёрная ладья · h8 чёрный король · a7 чёрная пешка · d7 чёрный конь · f7 белый ферзь · g7 чёрный слон · h7 чёрная пешка · a6 чёрный слон · a5 чёрный ферзь · d5 белый конь · e5 белый конь · f5 чёрная пешка · b4 чёрная пешка · c4 белый слон · a2 белая пешка · f2 белая пешка · g2 белая пешка · h2 белая пешка · d1 белая ладья · f1 белая ладья · g1 белый король | a8 чёрная ладья · e8 чёрная ладья · h8 чёрный король · a7 чёрная пешка · d7 чёрный конь · f7 белый ферзь · g7 чёрный слон · h7 чёрная пешка · a6 чёрный слон · a5 чёрный ферзь · d5 белый конь · e5 белый конь · f5 чёрная пешка · b4 чёрная пешка · c4 белый слон · a2 белая пешка · f2 белая пешка · g2 белая пешка · h2 белая пешка · d1 белая ладья · f1 белая ладья · g1 белый король | a8 чёрная ладья · e8 чёрная ладья · h8 чёрный король · a7 чёрная пешка · d7 чёрный конь · f7 белый ферзь · g7 чёрный слон · h7 чёрная пешка · a6 чёрный слон · a5 чёрный ферзь · d5 белый конь · e5 белый конь · f5 чёрная пешка · b4 чёрная пешка · c4 белый слон · a2 белая пешка · f2 белая пешка · g2 белая пешка · h2 белая пешка · d1 белая ладья · f1 белая ладья · g1 белый король | a8 чёрная ладья · e8 чёрная ладья · h8 чёрный король · a7 чёрная пешка · d7 чёрный конь · f7 белый ферзь · g7 чёрный слон · h7 чёрная пешка · a6 чёрный слон · a5 чёрный ферзь · d5 белый конь · e5 белый конь · f5 чёрная пешка · b4 чёрная пешка · c4 белый слон · a2 белая пешка · f2 белая пешка · g2 белая пешка · h2 белая пешка · d1 белая ладья · f1 белая ладья · g1 белый король | a8 чёрная ладья · e8 чёрная ладья · h8 чёрный король · a7 чёрная пешка · d7 чёрный конь · f7 белый ферзь · g7 чёрный слон · h7 чёрная пешка · a6 чёрный слон · a5 чёрный ферзь · d5 белый конь · e5 белый конь · f5 чёрная пешка · b4 чёрная пешка · c4 белый слон · a2 белая пешка · f2 белая пешка · g2 белая пешка · h2 белая пешка · d1 белая ладья · f1 белая ладья · g1 белый король | a8 чёрная ладья · e8 чёрная ладья · h8 чёрный король · a7 чёрная пешка · d7 чёрный конь · f7 белый ферзь · g7 чёрный слон · h7 чёрная пешка · a6 чёрный слон · a5 чёрный ферзь · d5 белый конь · e5 белый конь · f5 чёрная пешка · b4 чёрная пешка · c4 белый слон · a2 белая пешка · f2 белая пешка · g2 белая пешка · h2 белая пешка · d1 белая ладья · f1 белая ладья · g1 белый король | a8 чёрная ладья · e8 чёрная ладья · h8 чёрный король · a7 чёрная пешка · d7 чёрный конь · f7 белый ферзь · g7 чёрный слон · h7 чёрная пешка · a6 чёрный слон · a5 чёрный ферзь · d5 белый конь · e5 белый конь · f5 чёрная пешка · b4 чёрная пешка · c4 белый слон · a2 белая пешка · f2 белая пешка · g2 белая пешка · h2 белая пешка · d1 белая ладья · f1 белая ладья · g1 белый король | 5 |
| 4 | a8 чёрная ладья · e8 чёрная ладья · h8 чёрный король · a7 чёрная пешка · d7 чёрный конь · f7 белый ферзь · g7 чёрный слон · h7 чёрная пешка · a6 чёрный слон · a5 чёрный ферзь · d5 белый конь · e5 белый конь · f5 чёрная пешка · b4 чёрная пешка · c4 белый слон · a2 белая пешка · f2 белая пешка · g2 белая пешка · h2 белая пешка · d1 белая ладья · f1 белая ладья · g1 белый король | a8 чёрная ладья · e8 чёрная ладья · h8 чёрный король · a7 чёрная пешка · d7 чёрный конь · f7 белый ферзь · g7 чёрный слон · h7 чёрная пешка · a6 чёрный слон · a5 чёрный ферзь · d5 белый конь · e5 белый конь · f5 чёрная пешка · b4 чёрная пешка · c4 белый слон · a2 белая пешка · f2 белая пешка · g2 белая пешка · h2 белая пешка · d1 белая ладья · f1 белая ладья · g1 белый король | a8 чёрная ладья · e8 чёрная ладья · h8 чёрный король · a7 чёрная пешка · d7 чёрный конь · f7 белый ферзь · g7 чёрный слон · h7 чёрная пешка · a6 чёрный слон · a5 чёрный ферзь · d5 белый конь · e5 белый конь · f5 чёрная пешка · b4 чёрная пешка · c4 белый слон · a2 белая пешка · f2 белая пешка · g2 белая пешка · h2 белая пешка · d1 белая ладья · f1 белая ладья · g1 белый король | a8 чёрная ладья · e8 чёрная ладья · h8 чёрный король · a7 чёрная пешка · d7 чёрный конь · f7 белый ферзь · g7 чёрный слон · h7 чёрная пешка · a6 чёрный слон · a5 чёрный ферзь · d5 белый конь · e5 белый конь · f5 чёрная пешка · b4 чёрная пешка · c4 белый слон · a2 белая пешка · f2 белая пешка · g2 белая пешка · h2 белая пешка · d1 белая ладья · f1 белая ладья · g1 белый король | a8 чёрная ладья · e8 чёрная ладья · h8 чёрный король · a7 чёрная пешка · d7 чёрный конь · f7 белый ферзь · g7 чёрный слон · h7 чёрная пешка · a6 чёрный слон · a5 чёрный ферзь · d5 белый конь · e5 белый конь · f5 чёрная пешка · b4 чёрная пешка · c4 белый слон · a2 белая пешка · f2 белая пешка · g2 белая пешка · h2 белая пешка · d1 белая ладья · f1 белая ладья · g1 белый король | a8 чёрная ладья · e8 чёрная ладья · h8 чёрный король · a7 чёрная пешка · d7 чёрный конь · f7 белый ферзь · g7 чёрный слон · h7 чёрная пешка · a6 чёрный слон · a5 чёрный ферзь · d5 белый конь · e5 белый конь · f5 чёрная пешка · b4 чёрная пешка · c4 белый слон · a2 белая пешка · f2 белая пешка · g2 белая пешка · h2 белая пешка · d1 белая ладья · f1 белая ладья · g1 белый король | a8 чёрная ладья · e8 чёрная ладья · h8 чёрный король · a7 чёрная пешка · d7 чёрный конь · f7 белый ферзь · g7 чёрный слон · h7 чёрная пешка · a6 чёрный слон · a5 чёрный ферзь · d5 белый конь · e5 белый конь · f5 чёрная пешка · b4 чёрная пешка · c4 белый слон · a2 белая пешка · f2 белая пешка · g2 белая пешка · h2 белая пешка · d1 белая ладья · f1 белая ладья · g1 белый король | a8 чёрная ладья · e8 чёрная ладья · h8 чёрный король · a7 чёрная пешка · d7 чёрный конь · f7 белый ферзь · g7 чёрный слон · h7 чёрная пешка · a6 чёрный слон · a5 чёрный ферзь · d5 белый конь · e5 белый конь · f5 чёрная пешка · b4 чёрная пешка · c4 белый слон · a2 белая пешка · f2 белая пешка · g2 белая пешка · h2 белая пешка · d1 белая ладья · f1 белая ладья · g1 белый король | 4 |
| 3 | a8 чёрная ладья · e8 чёрная ладья · h8 чёрный король · a7 чёрная пешка · d7 чёрный конь · f7 белый ферзь · g7 чёрный слон · h7 чёрная пешка · a6 чёрный слон · a5 чёрный ферзь · d5 белый конь · e5 белый конь · f5 чёрная пешка · b4 чёрная пешка · c4 белый слон · a2 белая пешка · f2 белая пешка · g2 белая пешка · h2 белая пешка · d1 белая ладья · f1 белая ладья · g1 белый король | a8 чёрная ладья · e8 чёрная ладья · h8 чёрный король · a7 чёрная пешка · d7 чёрный конь · f7 белый ферзь · g7 чёрный слон · h7 чёрная пешка · a6 чёрный слон · a5 чёрный ферзь · d5 белый конь · e5 белый конь · f5 чёрная пешка · b4 чёрная пешка · c4 белый слон · a2 белая пешка · f2 белая пешка · g2 белая пешка · h2 белая пешка · d1 белая ладья · f1 белая ладья · g1 белый король | a8 чёрная ладья · e8 чёрная ладья · h8 чёрный король · a7 чёрная пешка · d7 чёрный конь · f7 белый ферзь · g7 чёрный слон · h7 чёрная пешка · a6 чёрный слон · a5 чёрный ферзь · d5 белый конь · e5 белый конь · f5 чёрная пешка · b4 чёрная пешка · c4 белый слон · a2 белая пешка · f2 белая пешка · g2 белая пешка · h2 белая пешка · d1 белая ладья · f1 белая ладья · g1 белый король | a8 чёрная ладья · e8 чёрная ладья · h8 чёрный король · a7 чёрная пешка · d7 чёрный конь · f7 белый ферзь · g7 чёрный слон · h7 чёрная пешка · a6 чёрный слон · a5 чёрный ферзь · d5 белый конь · e5 белый конь · f5 чёрная пешка · b4 чёрная пешка · c4 белый слон · a2 белая пешка · f2 белая пешка · g2 белая пешка · h2 белая пешка · d1 белая ладья · f1 белая ладья · g1 белый король | a8 чёрная ладья · e8 чёрная ладья · h8 чёрный король · a7 чёрная пешка · d7 чёрный конь · f7 белый ферзь · g7 чёрный слон · h7 чёрная пешка · a6 чёрный слон · a5 чёрный ферзь · d5 белый конь · e5 белый конь · f5 чёрная пешка · b4 чёрная пешка · c4 белый слон · a2 белая пешка · f2 белая пешка · g2 белая пешка · h2 белая пешка · d1 белая ладья · f1 белая ладья · g1 белый король | a8 чёрная ладья · e8 чёрная ладья · h8 чёрный король · a7 чёрная пешка · d7 чёрный конь · f7 белый ферзь · g7 чёрный слон · h7 чёрная пешка · a6 чёрный слон · a5 чёрный ферзь · d5 белый конь · e5 белый конь · f5 чёрная пешка · b4 чёрная пешка · c4 белый слон · a2 белая пешка · f2 белая пешка · g2 белая пешка · h2 белая пешка · d1 белая ладья · f1 белая ладья · g1 белый король | a8 чёрная ладья · e8 чёрная ладья · h8 чёрный король · a7 чёрная пешка · d7 чёрный конь · f7 белый ферзь · g7 чёрный слон · h7 чёрная пешка · a6 чёрный слон · a5 чёрный ферзь · d5 белый конь · e5 белый конь · f5 чёрная пешка · b4 чёрная пешка · c4 белый слон · a2 белая пешка · f2 белая пешка · g2 белая пешка · h2 белая пешка · d1 белая ладья · f1 белая ладья · g1 белый король | a8 чёрная ладья · e8 чёрная ладья · h8 чёрный король · a7 чёрная пешка · d7 чёрный конь · f7 белый ферзь · g7 чёрный слон · h7 чёрная пешка · a6 чёрный слон · a5 чёрный ферзь · d5 белый конь · e5 белый конь · f5 чёрная пешка · b4 чёрная пешка · c4 белый слон · a2 белая пешка · f2 белая пешка · g2 белая пешка · h2 белая пешка · d1 белая ладья · f1 белая ладья · g1 белый король | 3 |
| 2 | a8 чёрная ладья · e8 чёрная ладья · h8 чёрный король · a7 чёрная пешка · d7 чёрный конь · f7 белый ферзь · g7 чёрный слон · h7 чёрная пешка · a6 чёрный слон · a5 чёрный ферзь · d5 белый конь · e5 белый конь · f5 чёрная пешка · b4 чёрная пешка · c4 белый слон · a2 белая пешка · f2 белая пешка · g2 белая пешка · h2 белая пешка · d1 белая ладья · f1 белая ладья · g1 белый король | a8 чёрная ладья · e8 чёрная ладья · h8 чёрный король · a7 чёрная пешка · d7 чёрный конь · f7 белый ферзь · g7 чёрный слон · h7 чёрная пешка · a6 чёрный слон · a5 чёрный ферзь · d5 белый конь · e5 белый конь · f5 чёрная пешка · b4 чёрная пешка · c4 белый слон · a2 белая пешка · f2 белая пешка · g2 белая пешка · h2 белая пешка · d1 белая ладья · f1 белая ладья · g1 белый король | a8 чёрная ладья · e8 чёрная ладья · h8 чёрный король · a7 чёрная пешка · d7 чёрный конь · f7 белый ферзь · g7 чёрный слон · h7 чёрная пешка · a6 чёрный слон · a5 чёрный ферзь · d5 белый конь · e5 белый конь · f5 чёрная пешка · b4 чёрная пешка · c4 белый слон · a2 белая пешка · f2 белая пешка · g2 белая пешка · h2 белая пешка · d1 белая ладья · f1 белая ладья · g1 белый король | a8 чёрная ладья · e8 чёрная ладья · h8 чёрный король · a7 чёрная пешка · d7 чёрный конь · f7 белый ферзь · g7 чёрный слон · h7 чёрная пешка · a6 чёрный слон · a5 чёрный ферзь · d5 белый конь · e5 белый конь · f5 чёрная пешка · b4 чёрная пешка · c4 белый слон · a2 белая пешка · f2 белая пешка · g2 белая пешка · h2 белая пешка · d1 белая ладья · f1 белая ладья · g1 белый король | a8 чёрная ладья · e8 чёрная ладья · h8 чёрный король · a7 чёрная пешка · d7 чёрный конь · f7 белый ферзь · g7 чёрный слон · h7 чёрная пешка · a6 чёрный слон · a5 чёрный ферзь · d5 белый конь · e5 белый конь · f5 чёрная пешка · b4 чёрная пешка · c4 белый слон · a2 белая пешка · f2 белая пешка · g2 белая пешка · h2 белая пешка · d1 белая ладья · f1 белая ладья · g1 белый король | a8 чёрная ладья · e8 чёрная ладья · h8 чёрный король · a7 чёрная пешка · d7 чёрный конь · f7 белый ферзь · g7 чёрный слон · h7 чёрная пешка · a6 чёрный слон · a5 чёрный ферзь · d5 белый конь · e5 белый конь · f5 чёрная пешка · b4 чёрная пешка · c4 белый слон · a2 белая пешка · f2 белая пешка · g2 белая пешка · h2 белая пешка · d1 белая ладья · f1 белая ладья · g1 белый король | a8 чёрная ладья · e8 чёрная ладья · h8 чёрный король · a7 чёрная пешка · d7 чёрный конь · f7 белый ферзь · g7 чёрный слон · h7 чёрная пешка · a6 чёрный слон · a5 чёрный ферзь · d5 белый конь · e5 белый конь · f5 чёрная пешка · b4 чёрная пешка · c4 белый слон · a2 белая пешка · f2 белая пешка · g2 белая пешка · h2 белая пешка · d1 белая ладья · f1 белая ладья · g1 белый король | a8 чёрная ладья · e8 чёрная ладья · h8 чёрный король · a7 чёрная пешка · d7 чёрный конь · f7 белый ферзь · g7 чёрный слон · h7 чёрная пешка · a6 чёрный слон · a5 чёрный ферзь · d5 белый конь · e5 белый конь · f5 чёрная пешка · b4 чёрная пешка · c4 белый слон · a2 белая пешка · f2 белая пешка · g2 белая пешка · h2 белая пешка · d1 белая ладья · f1 белая ладья · g1 белый король | 2 |
| 1 | a8 чёрная ладья · e8 чёрная ладья · h8 чёрный король · a7 чёрная пешка · d7 чёрный конь · f7 белый ферзь · g7 чёрный слон · h7 чёрная пешка · a6 чёрный слон · a5 чёрный ферзь · d5 белый конь · e5 белый конь · f5 чёрная пешка · b4 чёрная пешка · c4 белый слон · a2 белая пешка · f2 белая пешка · g2 белая пешка · h2 белая пешка · d1 белая ладья · f1 белая ладья · g1 белый король | a8 чёрная ладья · e8 чёрная ладья · h8 чёрный король · a7 чёрная пешка · d7 чёрный конь · f7 белый ферзь · g7 чёрный слон · h7 чёрная пешка · a6 чёрный слон · a5 чёрный ферзь · d5 белый конь · e5 белый конь · f5 чёрная пешка · b4 чёрная пешка · c4 белый слон · a2 белая пешка · f2 белая пешка · g2 белая пешка · h2 белая пешка · d1 белая ладья · f1 белая ладья · g1 белый король | a8 чёрная ладья · e8 чёрная ладья · h8 чёрный король · a7 чёрная пешка · d7 чёрный конь · f7 белый ферзь · g7 чёрный слон · h7 чёрная пешка · a6 чёрный слон · a5 чёрный ферзь · d5 белый конь · e5 белый конь · f5 чёрная пешка · b4 чёрная пешка · c4 белый слон · a2 белая пешка · f2 белая пешка · g2 белая пешка · h2 белая пешка · d1 белая ладья · f1 белая ладья · g1 белый король | a8 чёрная ладья · e8 чёрная ладья · h8 чёрный король · a7 чёрная пешка · d7 чёрный конь · f7 белый ферзь · g7 чёрный слон · h7 чёрная пешка · a6 чёрный слон · a5 чёрный ферзь · d5 белый конь · e5 белый конь · f5 чёрная пешка · b4 чёрная пешка · c4 белый слон · a2 белая пешка · f2 белая пешка · g2 белая пешка · h2 белая пешка · d1 белая ладья · f1 белая ладья · g1 белый король | a8 чёрная ладья · e8 чёрная ладья · h8 чёрный король · a7 чёрная пешка · d7 чёрный конь · f7 белый ферзь · g7 чёрный слон · h7 чёрная пешка · a6 чёрный слон · a5 чёрный ферзь · d5 белый конь · e5 белый конь · f5 чёрная пешка · b4 чёрная пешка · c4 белый слон · a2 белая пешка · f2 белая пешка · g2 белая пешка · h2 белая пешка · d1 белая ладья · f1 белая ладья · g1 белый король | a8 чёрная ладья · e8 чёрная ладья · h8 чёрный король · a7 чёрная пешка · d7 чёрный конь · f7 белый ферзь · g7 чёрный слон · h7 чёрная пешка · a6 чёрный слон · a5 чёрный ферзь · d5 белый конь · e5 белый конь · f5 чёрная пешка · b4 чёрная пешка · c4 белый слон · a2 белая пешка · f2 белая пешка · g2 белая пешка · h2 белая пешка · d1 белая ладья · f1 белая ладья · g1 белый король | a8 чёрная ладья · e8 чёрная ладья · h8 чёрный король · a7 чёрная пешка · d7 чёрный конь · f7 белый ферзь · g7 чёрный слон · h7 чёрная пешка · a6 чёрный слон · a5 чёрный ферзь · d5 белый конь · e5 белый конь · f5 чёрная пешка · b4 чёрная пешка · c4 белый слон · a2 белая пешка · f2 белая пешка · g2 белая пешка · h2 белая пешка · d1 белая ладья · f1 белая ладья · g1 белый король | a8 чёрная ладья · e8 чёрная ладья · h8 чёрный король · a7 чёрная пешка · d7 чёрный конь · f7 белый ферзь · g7 чёрный слон · h7 чёрная пешка · a6 чёрный слон · a5 чёрный ферзь · d5 белый конь · e5 белый конь · f5 чёрная пешка · b4 чёрная пешка · c4 белый слон · a2 белая пешка · f2 белая пешка · g2 белая пешка · h2 белая пешка · d1 белая ладья · f1 белая ладья · g1 белый король | 1 |
|   | a | b | c | d | e | f | g | h |   |

Подцероб — Кунцевич, полуфинал 9-го чемпионата СССР по переписке, 1967—1968 гг.
Гамбит Блюменфельда
1. d4 Кf6  2. c4 e6 3. Кf3 c5  4. d5 b5  5. Сg5 Фb6  6. С:f6 gf  7. e4 bc  8. Фc2 f5  9. С:c4 Сg7  10. e5 d6  11. Фe2 0–0  12. Кc3 de  13. К:e5 ed  14. К:d5 Фa5+ 15. b4 cb  16.
0–0 Сa6  17. Лad1 Лe8  18. Фh5 Кd7  19. Ф:f7+ Крh8 (см. диаграмму) 20. Фg8+!!
Черные сдались ввиду вариантов 20... Л:g8  21. Кf7# и 20... Кр:g8  21. Кe7++ Крf8  22. К5g6+ hg  23. К:g6#.

## Награды
- Орден Отечественной войны I степени (5 ноября 1945).